# Graeme Torrilla
Graeme Torrilla (Gibraltar, 3 de septiembre de 1997) es un futbolista gibraltareño que juega en la demarcación de delantero para el Lincoln Red Imps FC de la Gibraltar Football League.

## Selección nacional
Tras jugar con la selección de fútbol sub-19 de Gibraltar y con la sub-21, debutó con la selección absoluta el 5 de septiembre de 2020 en un partido de Liga de Naciones de la UEFA contra San Marino, con un resultado de 1-0 a favor del combinado gibraltareño tras un gol del propio Torrilla.

### Goles internacionales
| # | Fecha                   | Estadio                     | Oponente   | Gol | Resultado | Competición                         |
| - | ----------------------- | --------------------------- | ---------- | --- | --------- | ----------------------------------- |
| 1 | 5 de septiembre de 2020 | Estadio Victoria, Gibraltar | San Marino | 1-0 | 1-0       | Liga de Naciones de la UEFA 2020-21 |

## Clubes
| Club                | País      | Año       | Partidos | Goles |
| ------------------- | --------- | --------- | -------- | ----- |
| Lions Gibraltar FC  | Gibraltar | 2016-2017 | 26       | 0     |
| Mons Calpe SC       | Gibraltar | 2017-2020 | 44       | 2     |
| Lincoln Red Imps FC | Gibraltar | 2020-     | 16       | 0     |